# Франтишек Ксавер Шалда
Франтишек Ксавер Шалда (исто познат као Ф. Кс. Шалда; 22. децембра 1867, Либерец – 4. април 1937, Праг) је био чешки литерарни критичар, новинар и писац.

## Живот
Крштен као Францискус Алоисиус Шалда родио се у породици поштанског службеника Франтишека Шалде и Марије (девојачко Клајнерова) у Либерeцу. Породица се због очевог посла убрзо преселила у Часлав где је Франтишек завршио основну школу. 1878. године се преселио у Праг ради похађања Академичке гиманзије. Становао је код свог старијег брата у Влашкој улици у насељу Мала Страна. После три године је прешао на праву гимназију у Житној улици на Прагу II. Покушао је да студира права, али их није завршио. 1906. године је докторирао на уметничко-историјској проблематици на Филозофском факултету (уз помоћ тада већ објављених радова на тему књижевне и уметничке критике).
Након успешне хабилитације 1919. године почео је да ради на Филозофском факултету Карловог универзитета у Прагу као професор романских књижевности.
Имао је озбиљну нервну болест (миелитис траверса) са којом се борио од 80. година 19. века. Честе и дуготрајне главобоље су га спречавале да има боље односе са људима. Од 1899. био је непокретан. Живео је сам, имао је једину љубавну везу са Руженом Свободовом. Умро је неожењен и без деце. У свом тестаменту је све оставио Једличковом институту за децу богаље. Хтео је да се у његовој вили чују смех и песме мале деце. Сахрањен је на Хостиварском гробљу.

## Дело
Често се сматра за једну од главних фигура књижевне генерације 90. година. Био је коаутор Манифеста Чешке модерне. Између 1894 – 1908 је писао дефиниције речи за редакцију Ottův slovník naučný (Отов научни речник) из чешке, немачке, француске и енглеске књижевности и светског сликарства. Објављивао је у многим часописима (Literární rozhledy, Novina, Česká kultura, Kmen, Volné směry, Literární listy) у којима се бавио углавном питањима и проблемима уметности, књижевности, културе и политике. Од 1925. године је издавао свој часопис Tvorba (часопис за критику и уметност; занимљиво је да на јесен 1928. године, тј. у време прогона комунистичке штампе, часопис предао Јулијусу Фучику који га је са кратким паузама уређивао до 1938). Од 1928. до 1937. је излазио Šaldův zápisník (Шалдов дневник) у којем је објављивао углавном своје уметничке критике и есеје, али исто тако и песме, прозу и политичку публицистику.
Његова дела одишу критиком позитивизма, док му је највећа инспирација било хришћанство, витализам, Ничеова филозофија, књижевно-теоријскиа списи неких француских писаца који су преко позитивизма указивали на границе строго позитивистичког становишта (Таине, Гијо, Хенекин, Тибоде).
Највећи успех су доживела његова дела о књижевности, углавном због критика. Сматра се за оснивача чешке модерне критике. Вероватно је био најизразитији, најоригиналнији и најбољи чешки критичар у међуратном периоду.
Његове критике су помогле младим уметницима да се афирмишу (умео је веома брзо да препозна таленат). Критиковао је и неуспешне песме песника чија уметничка дела је поштовао.
Захтевао је да уметност буде заснована на животу, да буде суштински истинита и да не буде ограничена идеолошким захтевима. Био је представник такозваног умно-научног смера: који у својој основи има субјективни доживљај и интересовање за дело, а у исто време објашњава објективне ствари књижевних појава.
Преводио је са француског и енглеског језика, прилагодио је и сакупио писма Јарослава Врхлицког и уређивао је Мелантрихову библиотеку. 
- 1921 Strom bolesti – песме
- Analysa – приповетка
- 1912 Život ironický a jiné povídky – приповетке
- Dřevoryty staré a nové

- Loutky i dělníci boží – роман

### Драма
- 1921 Zástupové
- 1923 Dítě
- 1926 Tažení proti smrti

### Наукао књижевности (есеји, контемплације)
- 1905 Boje o zítřek – у овоме делу је сумирао своје мишљење о књижевној критици која треба да буде инспирација за књижевна дела и зато мора бити заснована на сумњи али исто тако и на тражењу позитивних ствари у делима.

1. Захтевао је ново обликовање речи.
2. Критичар мора имати лични однос према уметности који је и доживео.
3. Мора бити пажљив, емотиван и сензитиван.
4. Критику је сматрао за врсту уметности.
5. Критичар мора умети да препева дело и да га пребаци у виши духовнији тип.
6. Мора да има и сажаљење, и храброст, и вољу да тражи истину.

- Vědecká kritika – превод ремек дела Емила Хенекина (француски позитивиста)
- 1913 Duše a dílo – проблеми романтизма у поезији, тражи духовну суштину песниковог дела. Овде је истакао важност Русоа, Махе и Њемцове.
- 1924 Antonín Sova
- 1928 O nejmladší poezii české
- Básnická osobnost Dantova
- Antonín Sova
- Mácha snivec a buřič
- Básnický typ Jiřího Wolkra
- O poetismu
- Dva představitelé poetismu
- Nová proletářská poezie
- 1928 o tzv. nesmrtelnosti díla básnického
- 1928 O nejmladší poezii české
- 1930 Krásná literatura česká v prvém desetiletí republiky
- 1930 Jean Arthur Rimbaud božský rošťák – монографија
- 1939 Kritické glosy k nové poezii české – постхумно
- Syntetism v novém umění – прво критичарско дело; књижевност треба да је жива, требало би да дела описују све у покрету
- 1945 Listy o poesii a kritice – кореспонденција Ф. Шалде и Ф. Худобе